# Nini Roll Anker

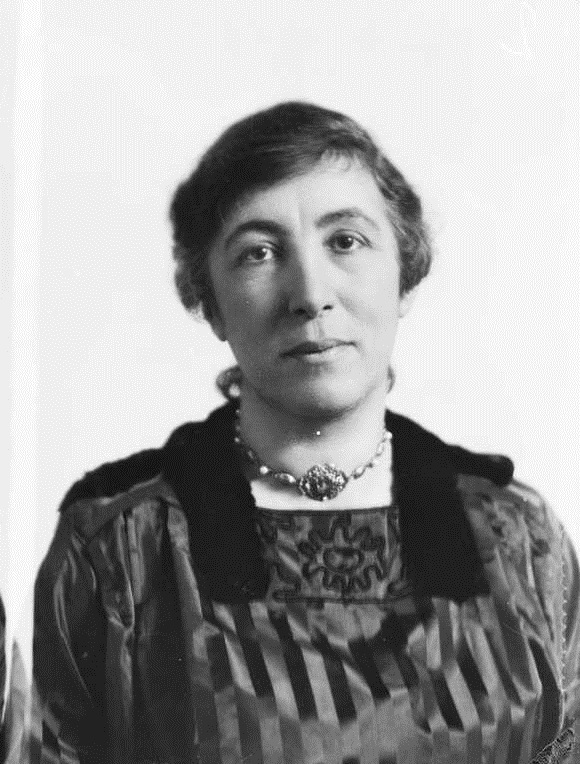
Nini Roll Anker, 1918

Nini Roll Anker (* 3. Mai 1873 in Molde; † 20. Mai 1942 in Asker; eigentlich Nicoline Magdalene Anker, geb. Roll) war eine norwegische Schriftstellerin. Sie veröffentlichte auch unter den Pseudonymen Kåre P. und Jo Nein und wird zu den bedeutenden Autoren des Neurealismus (nyrealisme) in Norwegen gezählt.

## Leben

### Kindheit und Jugend
Anker war die Tochter von Ferdinand Roll und dessen zweiter Frau Sophie Nicoline Knudtzon. Ferdinand Roll, ein Jurist und späterer Justizminister, war als hoher Beamter und Politiker zu dieser Zeit in der westnorwegischen Stadt Molde tätig. Er war dort Stadtrat und 1875, 1876 und 1887 Bürgermeister. Eine Zeit lang war er auch Mitglied des Stortings.
Auch Ankers Mutter, Sophie Nicoline Knudtzon, stammte aus einer einflussreichen Familie. Knudtzons Vater der Arzt Christian Frederik Knudtzon, ihr Großvater der Kaufmann Nicolai Heinrich Knudtzon.
Vermutlich auf Betreiben ihrer Mutter erhielt Anker eine für Beamtentöchter ungewöhnlich gute Schulbildung. In Molde besuchte sie zunächst die Mädchenschule, wechselte dann aber 1886 auf die Lateinschule, als dort erstmals auch Mädchen zugelassen wurden.
Am 22. Oktober 1887 wurde Ferdinand Roll an Norges Høyesterett, den Obersten Gerichtshof Norwegens, berufen. Die Familie zog deshalb nach Kristiania, wo Anker 1889 an einer Mädchenschule ihren Schulabschluss erhielt.

### Erste Ehe und frühe Werke

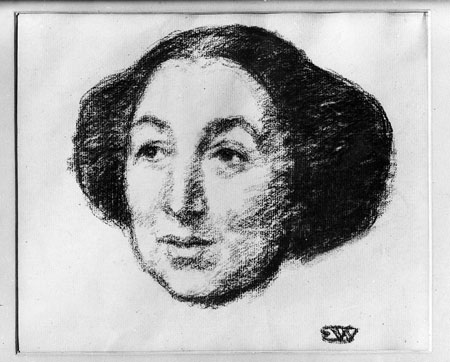
Nini Roll Anker, gemalt von Erik Werenskiold

1892 heiratete sie Peter Martin Anker, der aus einer angesehenen und mächtigen Familie stammte. Das Paar zog zunächst an den Iddefjord und ließ sich später in der Nähe von Fredrikshald nieder, wo Peter Ankers Familie einen Gutshof besaß. Während dieser Ehe setzte sie sich für die Verbesserung der Lebens- und Arbeitsbedingungen der vom Gut abhängigen Angestellten und ihrer Familien ein. 1902 trat sie dem neugegründeten Fredrikshalder Frauenverein, in dem sich auch ihre Schwägerin engagierte, als eines der ersten Mitglieder bei. Sie begann auch, die Liberalen zu wählen, was dem Umfeld der Familie Anker missfiel. In die Zeit ihrer Ehe mit Peter Anker fielen auch ihre ersten literarischen Veröffentlichungen: Sie debütierte 1898 mit dem Roman I blinde, den sie unter dem Pseudonym Jo Nein veröffentlichte. 1906 erschien ihr zweites Buch, die Novellensammlung Lill-Anna og de andre, in der sie die Situation der Arbeiter thematisierte, die für Familie Anker arbeiteten. Lill-Anna og de andre gilt als eines der ersten Werke in der norwegischen Literatur, die sich mit Arbeiterfrauen befassen. Ihr Mann war von dem Buch wenig angetan, und die durch unterschiedliche politische und philosophische Ansichten ohnehin belastete Ehe wurde schließlich 1907 geschieden. Anker zog daraufhin zurück in ihre Heimatstadt Molde.

### Durchbruch mit Benedicte Stendal
Ihren Durchbruch als Schriftstellerin hatte Anker 1909 mit dem in Tagebuchform geschriebenen Roman Benedicte Stendal, der von einer jungen Frau handelt, die unter dem Einfluss ihrer aus dem Beamtenstand stammenden Familie steht. Die Titelheldin gilt als ein typisches Beispiel für die weiblichen Hauptfiguren in Ankers Werken. Als eines ihrer bedeutendsten Werke gilt der 1915 veröffentlichte Roman Det svake kjøn, in dem sie die Positionen der christlichen Kirche gegenüber Frauen kritisiert. Die Hauptfigur Veronica heiratet einen streng religiösen Mann und erkennt erst kurz bevor sie nach einer Totgeburt stirbt, dass er sie nicht liebt. Die in diesem Roman thematisierte Unterdrückung der Frau ist ein wichtiges Thema auch in anderen Romanen Ankers.

### Zweite Ehe, Kåre-P.-Romane und weitere Erfolge
Im Januar 1910 heiratete Nini Roll Anker den Vetter ihres ersten Ehemannes, den reichen Werftbesitzer und Ingenieur Johan August Anker, und zog zu ihm nach Asker.
1916 wurde Anker Vizepräsidentin des norwegischen Schriftstellerverbandes. Während des Ersten Weltkriegs hielt sie sich zeitweise bei ihrer Schwester in Paris auf. Nachdem sie und ihr Mann 1919 mit Fridtjof Nansen nach Norwegen zurückgekehrt waren, schrieb die überzeugte Pazifistin Anker daraufhin das Anti-Kriegs-Theaterstück Kirken. Das Stück wurde 1921 am Nationaltheater uraufgeführt und wurde ein großer Erfolg.
Zwischen 1927 und 1930 veröffentlichte Anker unter dem Pseudonym Kåre P. insgesamt drei Romane, die aus der Sicht eines jungen Mannes geschrieben sind. Kritiker vermuteten als Urheber der Werke einen jungen, männlichen und noch unbekannten Schriftsteller, den sie als vielversprechendes Talent lobten.
1935 erschien der Roman Den som henger i en tråd (Die an einem Faden hängen), in dem sie das schwere Leben der Näherinnen in einer Konfektionsfabrik schildert. Dieser Roman, der manchmal als ihr bekanntester bezeichnet wird, begründete Ankers Ruf als Arbeiterschriftstellerin, auch wenn sie aufgrund ihrer bürgerlichen Herkunft als solche nicht immer ernst genommen wird.
Ab 1938 engagierte Anker sich gegen den drohenden Krieg. Sie verfasste politische Zeitungen für norwegische Zeitungen und warb gemeinsam mit internationalen Schriftstellerkollegen für Frieden. Ebenfalls 1938 begann sie mit der Arbeit an ihrem letzten Roman, Kvinnen og den svarte fuglen, in dem sie wie schon im nach dem Ersten Weltkrieg entstandenen Theaterstück Kirken Stellung gegen den Krieg bezieht. Den Roman stellte sie 1942, kurz vor ihrem Tod, fertig. Wegen des Krieges konnte er jedoch, ebenso wie Min venn Sigrid Undset, Ankers Biographie ihrer Freundin Sigrid Undset, erst postum veröffentlicht werden.

## Rezeption
Obwohl Ankers Werk von Literaturkritikern selten gelobt und oft kaum zur Kenntnis genommen wurde, war sie eine erfolgreiche Autorin. Jüngere Schriftsteller wie Sigurd Hoel, Arnulf Øverland und Helge Krog beeinflusste sie als Bindeglied zur älteren Generation, zu der Georg Brandes und Gunnar Heiberg gehörten, die Anker ebenfalls schätzten.
Obwohl sie in ihren Ansichten der Arbeiterbewegung nahestand, wurde Anker teilweise als bürgerliche Schriftstellerin wahrgenommen. Dadurch war sie sowohl dort als auch in der gesellschaftlichen Oberschicht eine Außenseiterin. In der radikal-feministischen Bewegung stand Anker mit ihren Ansichten weitgehend alleine – sie ging nicht von der Gleichheit der Geschlechter aus, sondern davon, dass Frauen gerade aufgrund angeborener Unterschiede für höhere politische und gesellschaftliche Positionen prädestiniert seien. Dafür wurde sie innerhalb der feministischen Bewegung kritisiert.